# Trogenerbahn

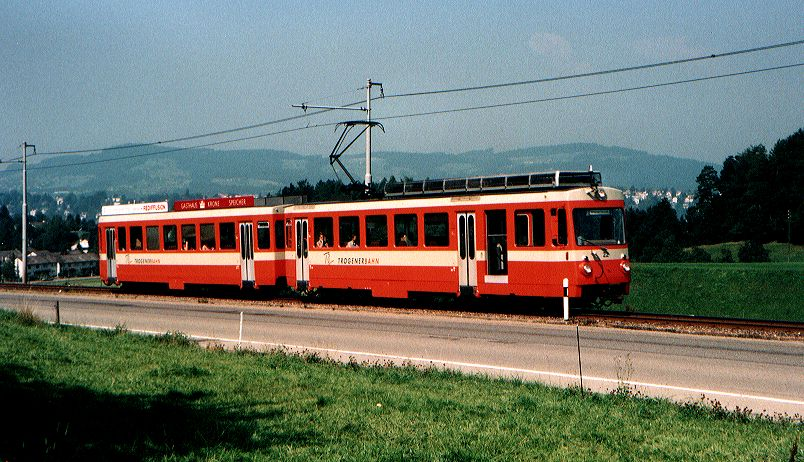
Une composition du Trogenenerbahn

Le Trogenerbahn (TB) est une entreprise ferroviaire suisse. Au 1er janvier 2006, la compagnie a fusionné avec la compagnie Appenzeller Bahnen.

## Historique
La compagnie exploite, dès le 10 juillet 1903, une ligne de chemin de fer à voie étroite construite à l'écartement de 1 000 mm en Suisse, reliant Saint-Gall, à Trogen (Canton d'Appenzell Rhodes-Extérieures).
La région de Saint-Gall, Speicher et Trogen étaient des centres industriels de premier ordre et en particulier pour la broderie. L'absence de communications ferroviaires fut particulièrement ressentie à l'époque car le chemin de fer était un excellent moyen de transport pour les ouvriers mais aussi pour les marchandises. 
Comme de nombreuses ligne secondaires, le chemin de fer de Trogen (Trogenerbahn) n'a pas échappé aux discussions concernant son financement, son subventionnement et son remplacement par des bus. Aujourd'hui modernisée, cette ligne est devenue une ligne de banlieue pour la ville de Saint-Gall .
En janvier 2006, la ville et le canton de Saint-Gall ainsi que les cantons des deux Appenzell vont étudier la possibilité d'un prolongement de ligne ferroviaire en raccordant de bout en bout Trogen à Saint-Gall et à Appenzell.
En 2018, fusion des deux lignes précédemment séparées Saint-Gallen-Trogen et Saint-Gallen-Appenzell pour former la ligne continue Trogen-St-Gallen-Appenzell.

## Matériel roulant
Entre 1975 et 1977, la compagnie a commandé cinq unités multiples BDe 4/8 N° 21-25 à FFA / SWP / BBC. Pour les remplacer après 30 ans, la compagnie a acheté en 2004 deux Be 4/8 N°31 et N°32, puis en 2008 trois autres unités multiples articulées Be 4/8 N° 33-35, afin de remplacer les BDe 4/8.
Les rames Be 4/8 N°31 à 35 sont vendues aux Transports publics neuchâtelois TransN en 2020.